# Liste des maires de L'Aigle
La liste des maires de L'Aigle présente la liste des maires de la commune française de L'Aigle, située dans le département de l'Orne en région Normandie.

## L'hôtel de ville

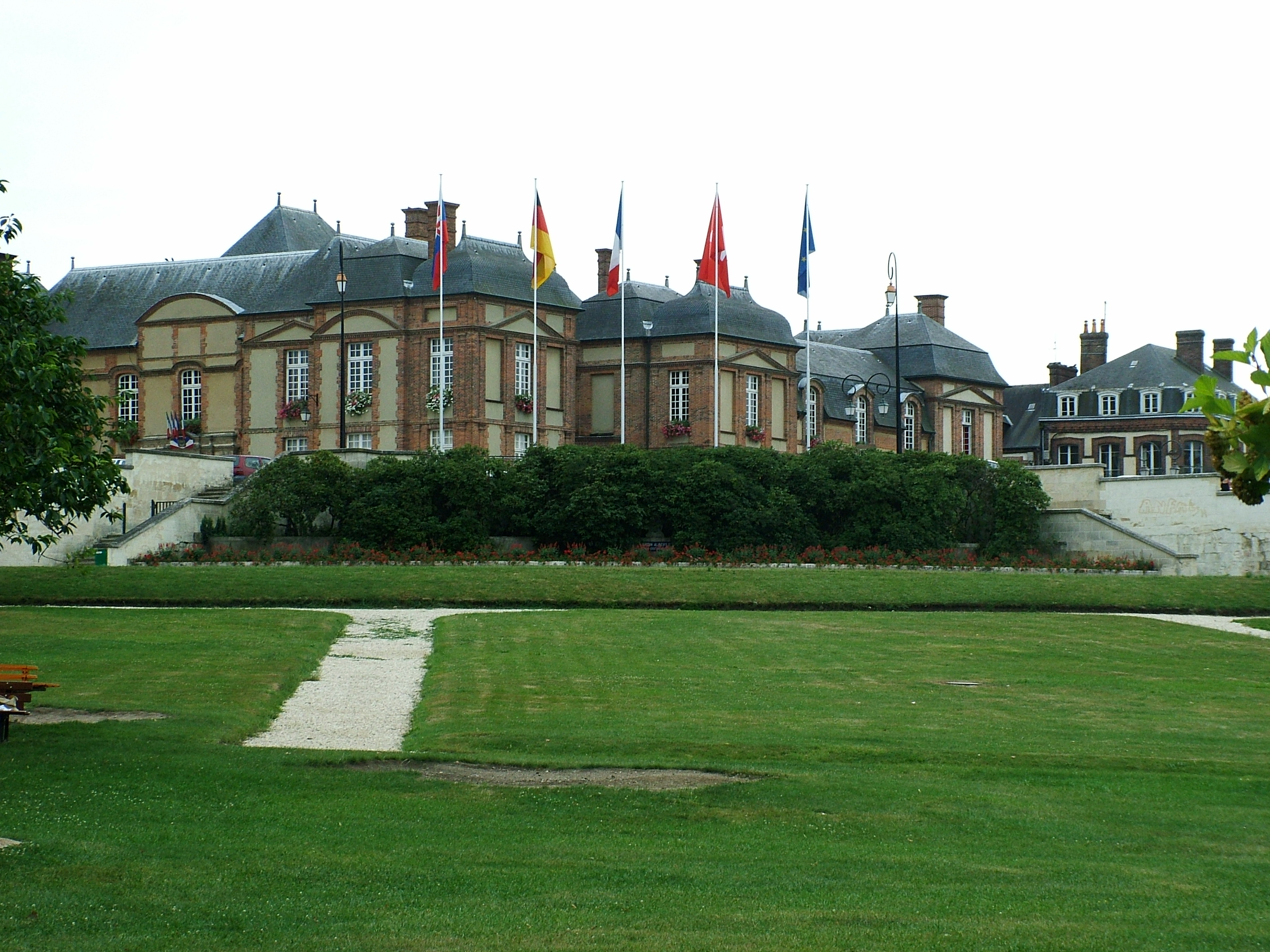
L'hôtel de ville de L'Aigle.

## Liste des maires

### Entre 1790 et 1944
| Période                                  | Période       | Identité                                                     | Étiquette   | Qualité                                                                                       |
| ---------------------------------------- | ------------- | ------------------------------------------------------------ | ----------- | --------------------------------------------------------------------------------------------- |
| 1790                                     |               | Louis des Acres                                              |             | Comte de L'Aigle                                                                              |
| 1791                                     |               | Abbé Taillefer                                               |             |                                                                                               |
| 1792                                     |               | M. Savary                                                    |             |                                                                                               |
| 1793                                     |               | François Saillard                                            |             |                                                                                               |
| 1794                                     |               | Bernard Richer                                               |             |                                                                                               |
| 1795                                     |               | M. Savary                                                    |             |                                                                                               |
| 1795                                     |               | M. Richer-Cubain                                             |             |                                                                                               |
| 1795                                     |               | Paul Théophile Legrand de Boislandry                         |             | Avocat                                                                                        |
| 1796                                     |               | M. Buquet                                                    |             |                                                                                               |
| 1796                                     |               | M. Bernicot Saint-Clair                                      |             |                                                                                               |
| 1796                                     |               | M. Buquet                                                    |             |                                                                                               |
| 1797                                     |               | Pierre Ovide Souchey                                         |             |                                                                                               |
| 1797                                     |               | M. Vallée                                                    |             |                                                                                               |
| 1799                                     | 1800          | M. Pottier                                                   |             |                                                                                               |
| 1800                                     | 1815          | Paul Théophile Legrand de Boislandry                         |             | Avocat                                                                                        |
| 1815                                     | 1830          | Pierre Ovide Souchey                                         |             |                                                                                               |
| 1830                                     | 1832          | Paul Amand Jacques Rossignol ainé                            |             | Négociant Conseiller général de Laigle (1833 → 1850)                                          |
| 1832                                     | 1834          | Louis Fleury                                                 |             |                                                                                               |
| 1834                                     | 1841          | Paul Amand Jacques Rossignol ainé (1776-1849)                |             | Négociant Conseiller général de Laigle (1833 → 1850)                                          |
| 1841                                     | 1847          | Ambroise Antoine Belhomme, vicomte de Caudecoste (1806-1888) |             | Propriétaire, ancien adjoint au maire Conseiller général de Moulins-la-Marche (1839 → 1848)   |
| 1847                                     | 1860          | Auguste Benjamin Marchand                                    |             | Propriétaire Conseiller général de Laigle (1852 → 1864)                                       |
| 1860                                     | 1864          | Athanase Mazier (1809-1864)                                  |             | Notaire                                                                                       |
| 1864                                     | 1878          | Jules Théodore Rouyer (1830-1901)                            |             | Docteur en médecine                                                                           |
| 1878                                     | 1883          | Adolphe Noché                                                |             | Négociant                                                                                     |
| 1883                                     | 1884          | Frédéric Pinat                                               |             |                                                                                               |
| 1884                                     | 1890          | Adolphe Noché                                                |             | Négociant                                                                                     |
| 1890                                     | mai 1896      | Charles-Edmond Clouet (1847-1915)                            | Républicain | Propriétaire, président du tribunal de commerce Conseiller général de Laigle (1892 → 1914)    |
| mai 1896                                 | mai 1904      | Pierre Chabaud (1854-1923)                                   | Républicain | Industriel Adjoint au maire (1890 → 1895) Conseiller d'arrondissement de Laigle (1893 → 1895) |
| mai 1904                                 | mai 1912      | Charles-Edmond Clouet (1847-1915)                            | Républicain | Propriétaire, président du tribunal de commerce Conseiller général de Laigle (1892 → 1914)    |
| mai 1912                                 | décembre 1919 | Pierre Chabaud (1854-1923)                                   | Républicain | Industriel                                                                                    |
| décembre 1919                            | janvier 1923  | Eugène Lherminier                                            | Républicain | Manufacturier Conseiller général de Laigle (1919 → 1923) Décédé en fonction                   |
| 1923                                     | 1942          | René Vivien (1880-?)                                         | RG          | Agriculteur Conseiller général de Laigle (1923 → 1940)                                        |
| 1942                                     | 1943          | Gabriel Chabaud                                              |             |                                                                                               |
| 1943                                     | 1944          | Henri Besnard                                                |             |                                                                                               |
| Les données manquantes sont à compléter. |               |                                                              |             |                                                                                               |

### Depuis 1944
Depuis la Libération, neuf maires se sont succédé à la tête de la commune.
| Période          | Période                         | Identité                      | Étiquette                | Qualité |
| ---------------- | ------------------------------- | ----------------------------- | ------------------------ | --- |
| septembre 1944   | mars 1965                       | Ernest Voyer                  | UDSR puis RPF            | Ingénieur, résistant FFI Président de la délégation spéciale à la Libération Député de l'Orne (1945 → 1946 et 1962 → 1967) Conseiller général de L'Aigle (1944 → 1965) Officier du Mérite civil (1961) |
| mars 1965        | mars 1989                       | Roland Boudet                 | PLE puis CD puis UDF-CDS | Imprimeur Député de l'Orne (2e circ.) (1958 → 1962 et 1967 → 1978) Conseiller général de L'Aigle (1964 → 1982) Conseiller général de L'Aigle-Est (1982 → 1988) |
| mars 1989        | 27 janvier 1995,                | Maurice Brard                 | DVD                      | Commerçant en maroquinerie Adjoint au maire chargé des finances (1980 → 1989) Conseiller général de L'Aigle-Ouest (1982 → 1998) Vice-président du conseil général de l'Orne (1992 → 1998) Président de la CC du Pays de L'Aigle (1995) Suppléant du député Francis Geng (1988 → 1993) Maire honoraire (2000) Démissionnaire     |
| 3 février 1995   | 25 juin 1995                    | Jean Lesage (1919-2003)       | DVD                      | Retraité, premier adjoint au maire (1989 → 1995) Président du Sirtom de la région de L'Aigle (1984 → 1996) Chevalier du Mérite social, médaille d'or de la jeunesse et des sports |
| 25 juin 1995     | 16 mars 2001                    | André Grudet,                 | PS                       | Professeur d'allemand en lycée Conseiller général de L'Aigle-Est (1988 → 2001) |
| 16 mars 2001     | 21 mars 2008                    | Jean-Pierre Yvon, (1956-2012) | RPR puis UMP             | Agent général d'assurances Conseiller général de L'Aigle-Ouest (1998 → 2011) Suppléant du député Jean-Claude Lenoir (1997 → 2011) |
| 21 mars 2008,    | 4 avril 2014                    | Thierry Pinot                 | MoDem puis PRG           | Dessinateur-métreur Directeur du centre aquatique de Mortagne-au-Perche 1er vice-président de la CC du Pays de L'Aigle Vice-président de la CC des Pays de L'Aigle et de la Marche |
| 4 avril 2014,    | 10 juillet 2017                 | Véronique Louwagie            | UMP → LR                 | Expert-comptable Députée de l'Orne (2e circ.) (2012 → ) Conseillère régionale de Basse-Normandie (2010 → 2012) Conseillère générale de L'Aigle-Ouest (2011 → 2014) 1re vice-présidente de la CC des Pays de L'Aigle (2017) Démissionnaire à la suite de sa réélection comme députée.                                            |
| 10 juillet 2017, | En cours (au 13 septembre 2022) | Philippe Van-Hoorne           | DVD                      | PDG retraité de Frénéhard et Michaux Conseiller municipal (2014 → 2017) 4e vice-président de la CC des Pays de L'Aigle (2017) 1er vice-président de la CC des Pays de L'Aigle (2017 → ) Conseiller départemental de L'Aigle (2015 → ) Président de l'Association des maires de l'Orne (2020 → ) Réélu pour le mandat 2020-2026, |

## Conseil municipal actuel
Les 29 sièges composant le conseil municipal ont été pourvus le 28 juin 2020 à l'issue du second tour de scrutin. Actuellement, il est réparti comme suit : 